# Prodontocharax melanotus
Prodontocharax melanotus és una espècie de peix de la família dels caràcids i de l'ordre dels caraciformes. Poden atènyer fins a 4,8 cm de llargària total. Viu en zones de clima tropical a Sud-amèrica a les conques dels rius Beni, Itenez i Madre de Dios.